# Filtros de Equalização
Um filtro de equalização (EQ), é um filtro, normalmente ajustável,  principalmente destinados a compensar a desigualdade de resposta em frequência de alguns outros circuitos de processamento de sinais ou sistema.
Um filtro EQ tipicamente permite o usuário a ajustar um ou mais parâmetros que determine a forma global (overall) da função de transferência do filtro . É geralmente utilizada para melhorar a fidelidade do som, para enfatizar determinados instrumentos, para eliminar ruídos indesejáveis, ou para criar sons completamente novos e diferentes.
Equalizadores podem ser projetadas com filtros de pico (peaking), shelving, filtros de banda (band pass), filtros plop ou passa-alta (high pass) e filtros passa-baixa (low pass).
Existem três principais tipos de equalizadores com filtros peaking:
- Equalizadores paramétricos
- Equalizador gráfico
- Filtros de entalhe (notch)

Todos os equalizadores com filtros peaking possuem três variáveis:
- Frequência - Todos os equalizadores construídos sobre um filtro peaking usam uma curva de sino, que permite o equalizador funcionar sem problemas através de uma escala de frequências. A frequência central ocorre no topo da curva de sino e é a frequência mais afetada pela equalização. Muitas vezes é simbolizada como fc e é medida em Hz.
- Q – Isto é uma variante (fator de qualidade), que se refere à largura da curva de sino. Quanto maior o Q, mais estreita a largura de banda. Uma Q elevada significa que apenas uma estreita faixa de frequência em torno da frequência central é afetada, enquanto que um Q baixo afeta uma ampla faixa de freqüência.

A fórmula para conversão de largura de banda em oitavas para Q é:
{\displaystyle Q={\frac {\sqrt {2^{N}}}{2^{N}-1}}}
onde N é a largura de banda em oitavas.
- Aumento (Boost) / Corte (Cut) - Também chamado de ganho (gain), isso determina o quanto das freqüências selecionadas deverão estar presentes. Um aumento significa que as frequências serão mais altas depois de terem sido equalizadas, considerando que um corte vai amortecê-los. A quantidade de Boost / Cut ou gain é medido em decibéis, como +3 dB ou -6 dB. Um Boost ou Gain de +3 dB terá o dobro da potência de som após a equalização. No entanto, um aumento de cerca de +10 dB é necessário para a sonoridade percebida para ser duas vezes mais alto para o ouvido humano.

Um equalizador paramétrico utiliza parâmetros independentes para Q, freqüência central, e boost / cut. Qualquer faixa de freqüências podem ser selecionadas e processadas. Esta é a forma mais poderosa de EQ, pois permite o controle sobre todas as três variáveis. Essa equalização é predominantemente utilizada em gravação e mixagem.
Um equalizador gráfico usa Q pré determinadas e faixas de freqüência que são espaçados de acordo com os intervalos musicais, tais como as de oitavas (12-Band Graphic EQ) ou um terço de uma oitava (36-Band Graphic EQ). Essas faixas de freqüência podem então serem aumentadas (boost)  ou cortadas (cut) independentemente. Este tipo de EQ é freqüentemente utilizado para aplicações ao vivo, como concertos.
Um filtro de entalhe (notch) é uma EQ com um Q fixo muito alto. A freqüência  e o boost / cut permanecem variáveis. Este tipo de EQ é útil em aplicações multimidias e masterização de áudio.

## Filtros Shelving
Filtros shelving, ao contrário daqueles descritos acima, aumentam ou diminuem a partir de uma determinada frequência até atingirem um nível pré definido, que é aplicado no resto do espectro de frequência. Este tipo de filtro é normalmente encontrada nos controles de treble e bass de unidades de casas de áudio. Estes filtros também são usados em masterização de áudio.
Filtros high pass e low pass aumentam ou atenuam as frequências acima ou abaixo de uma freqüência selecionada, chamada de frequência de corte. Um filtro high pass permite que apenas as freqüências acima da freqüência de corte passem  inalteradas. Freqüências abaixo da freqüência de corte são atenuadas, então, a uma taxa constante por oitava. Filtros low pass funcionam de forma semelhante, exceto que apenas as freqüências abaixo do corte estão autorizados a passar. Taxas de atenuação comum são 6, 12 e 18 dB por oitava. Estes filtros são utilizados para reduzir ruídos e chiados, eliminar pops, e remover rumble. É comum o uso de um filtro high pass (em torno de 60 a 80 Hz), quando se está gravando vocais, para eliminar o rumble.
Quase todos os filtros (ambos, analógicos e digitais) induzem a mudança de fase no sinal de saída de áudio, que pode causar um problema na mistura(mixing). Quanto menor o valor de Q, maior a ocorrencia de mudança de fase. Portanto, EQ é frequentemente usado com moderação, a menos que um determinado efeito seja desejado.

## Linhas de telecomunicação
Antes do uso generalizado da tecnologia digital, era comum a utilização de equalizadores analógicos em telefones fixos utilizados para trunking. Havia uma necessidade de o circuito ser passivo e equilibrado, uma exigência para que a resistência do filtro constante da rede Zobel  fosse ideal, tendo também uma combinação de impedância de qualidade. Para as linhas utilizadas para fins de transmissão de radiodifusão, fase e delay precisariam também serem equalizados, aonde um filtro equalizador all-pass seria utilizado.
O primeiro equalizador pode ter sido desenvolvido por Sally Pero (mais tarde Sally Pero Mead) da AT & T Corp. Aonde ela desenhou para o uso em um cabo receptor de telégrafo de submarino. Isso foi um aparelho one-port ligado através de linhas com o intuito de melhorar a velocidade do sinal dde um telégrafo.